# 大田神社 (京都市)

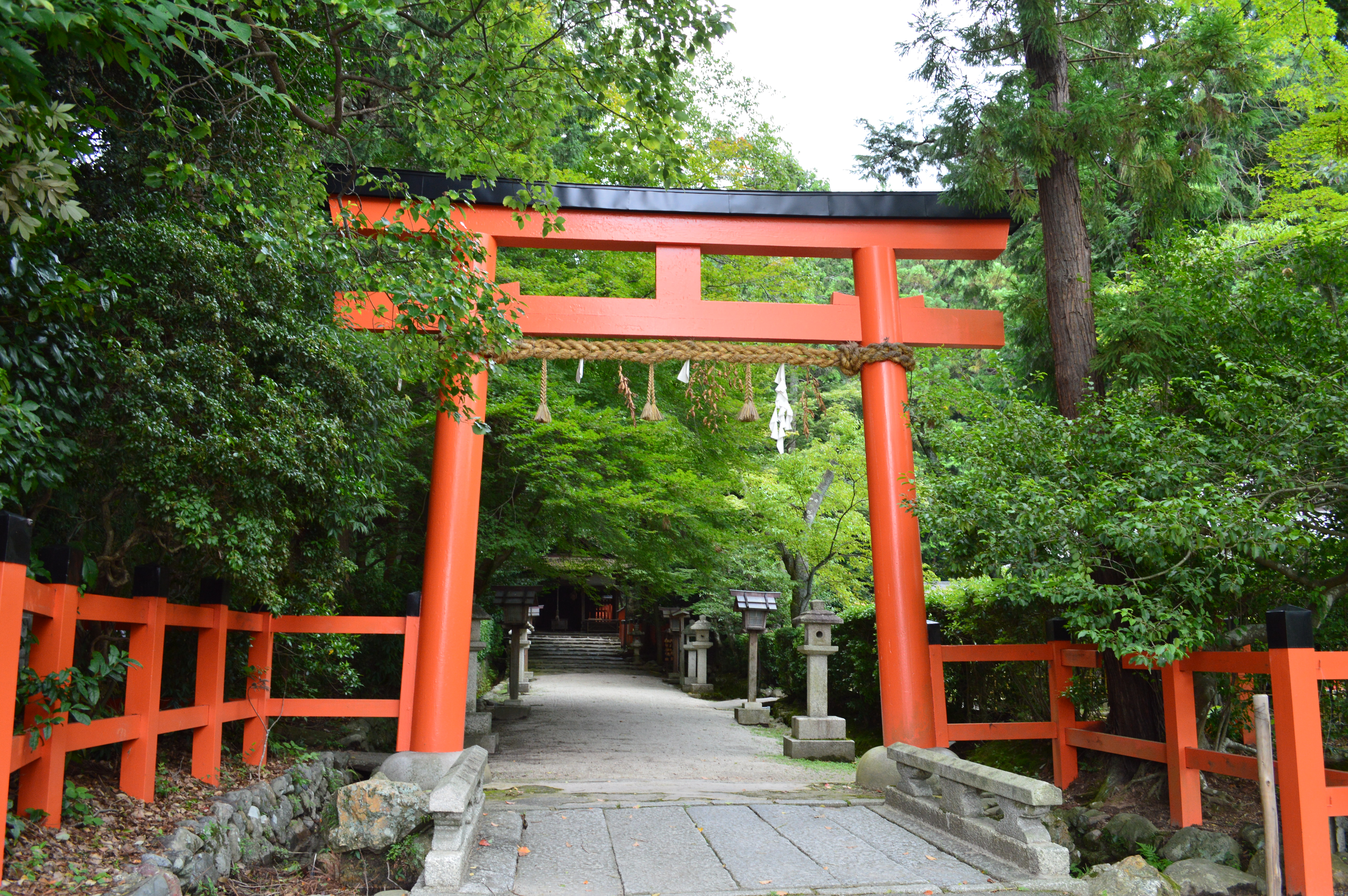
鳥居

大田神社（おおたじんじゃ）は、京都府京都市北区上賀茂本山にある神社。式内社で、現在は賀茂別雷神社（上賀茂神社）の境外摂社（第三摂社）。古くは「恩多社（おんたしゃ）」とも。
上賀茂神社の東約500メートルの地に鎮座する。

## 祭神
祭神は次の1柱。
- 天鈿女命（あめのうずめのみこと）

賀茂における最古の神社と伝わることから、長寿の信仰がある。

## 歴史
創建は不詳。賀茂県主（かものあがたぬし）が当地に移住する以前から先住民によって祀られたといわれるが、明らかではない。
延長5年（927年）成立の『延喜式』神名帳では山城国愛宕郡に「太田神社」（写本によっては「大田神社」）と記載され、式内社に列している。

## 境内

### 社殿

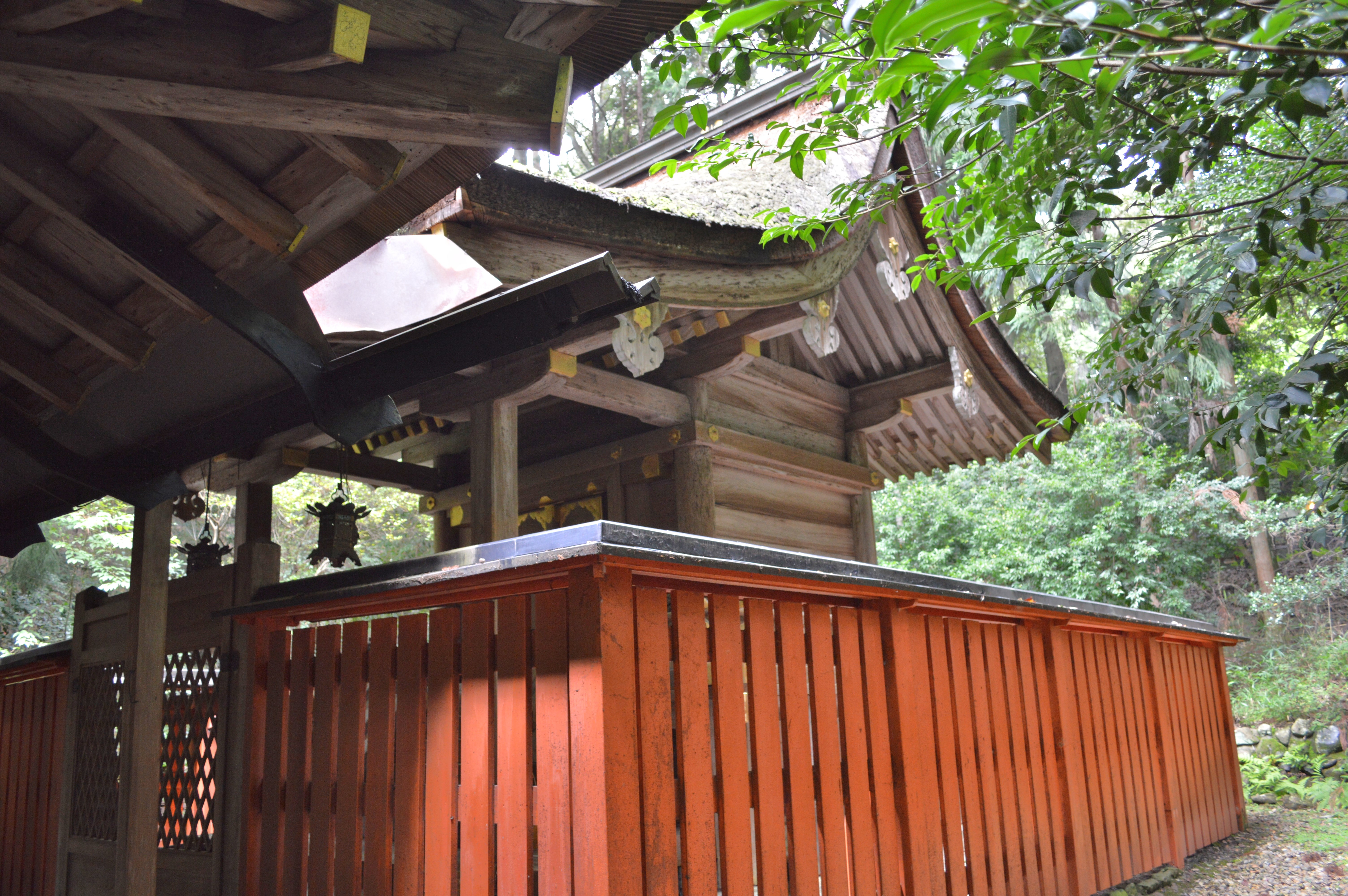
本殿

本殿・拝殿とも寛永5年（1628年）の造替。本殿は一間社流造で、屋根は檜皮葺。
拝殿は「割拝殿」（わりはいでん：中央が吹き抜けて通れる拝殿）という古い形式で、屋根は本殿と同じく檜皮葺である。社務記では天授3年（1377年）3月に「大田拝殿転倒す」と見えており、それ以前の造営と見られる。

### 蛇の枕

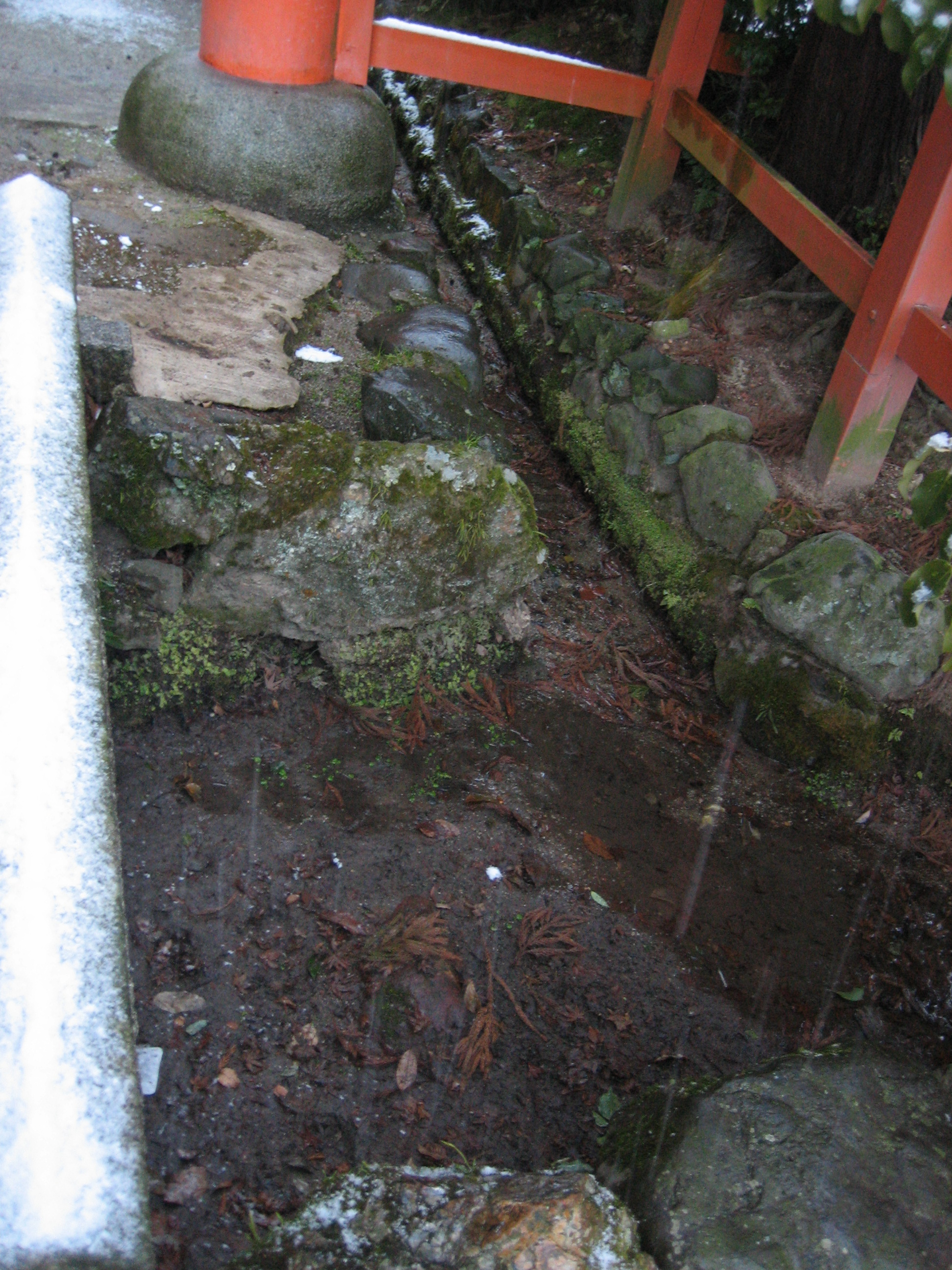
蛇の枕（中央下部の石）

鳥居前に架かる石橋右側下の水面から、小さな石が顔をのぞかせている。この石は「蛇の枕」または「雨石」と呼ばれ、蛇が枕にしていたと伝える。蛇は雨を降らせる生き物とされ、この蛇がいる枕のもとに行けば、雨乞いができると考えられた。儀礼は、この枕石を農具（鉄器）などで叩いて行われる。こうすることで、枕を叩かれた蛇が怒って雨を降らせるという。

## 摂末社
- 白鬚社 - 祭神：猿田彦命（さるたひこのみこと）
- 百大夫社 - 祭神：船玉神（ふなたまのかみ）
- 鎮守社 - 祭神：大国主神（おおくにぬしのかみ）、少彦名神（すくなひこなのかみ）
- 福徳社 - 祭神：福徳神

上記4社は、いずれも上賀茂神社においても境外末社に位置づけられている。

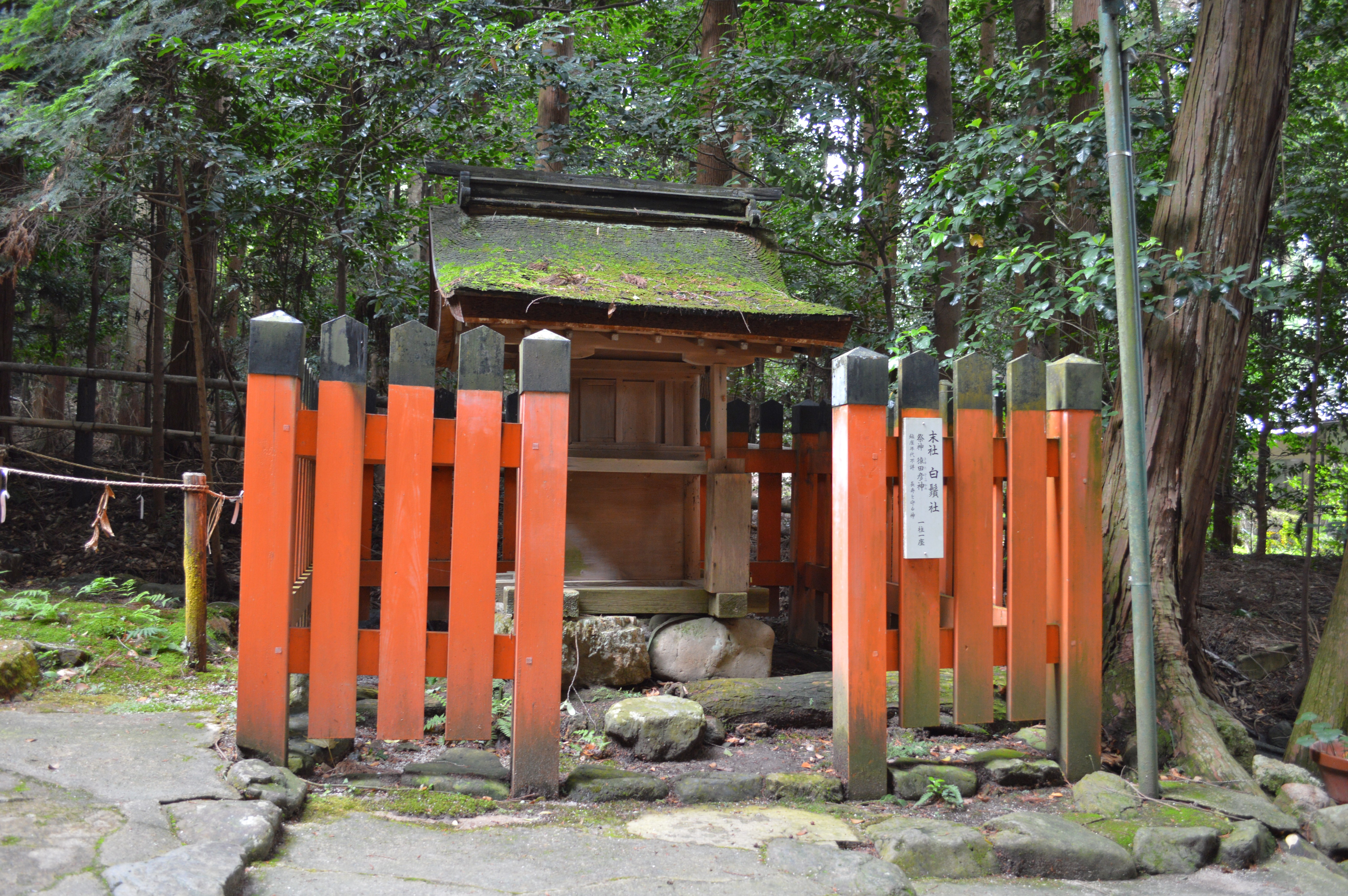
白鬚社
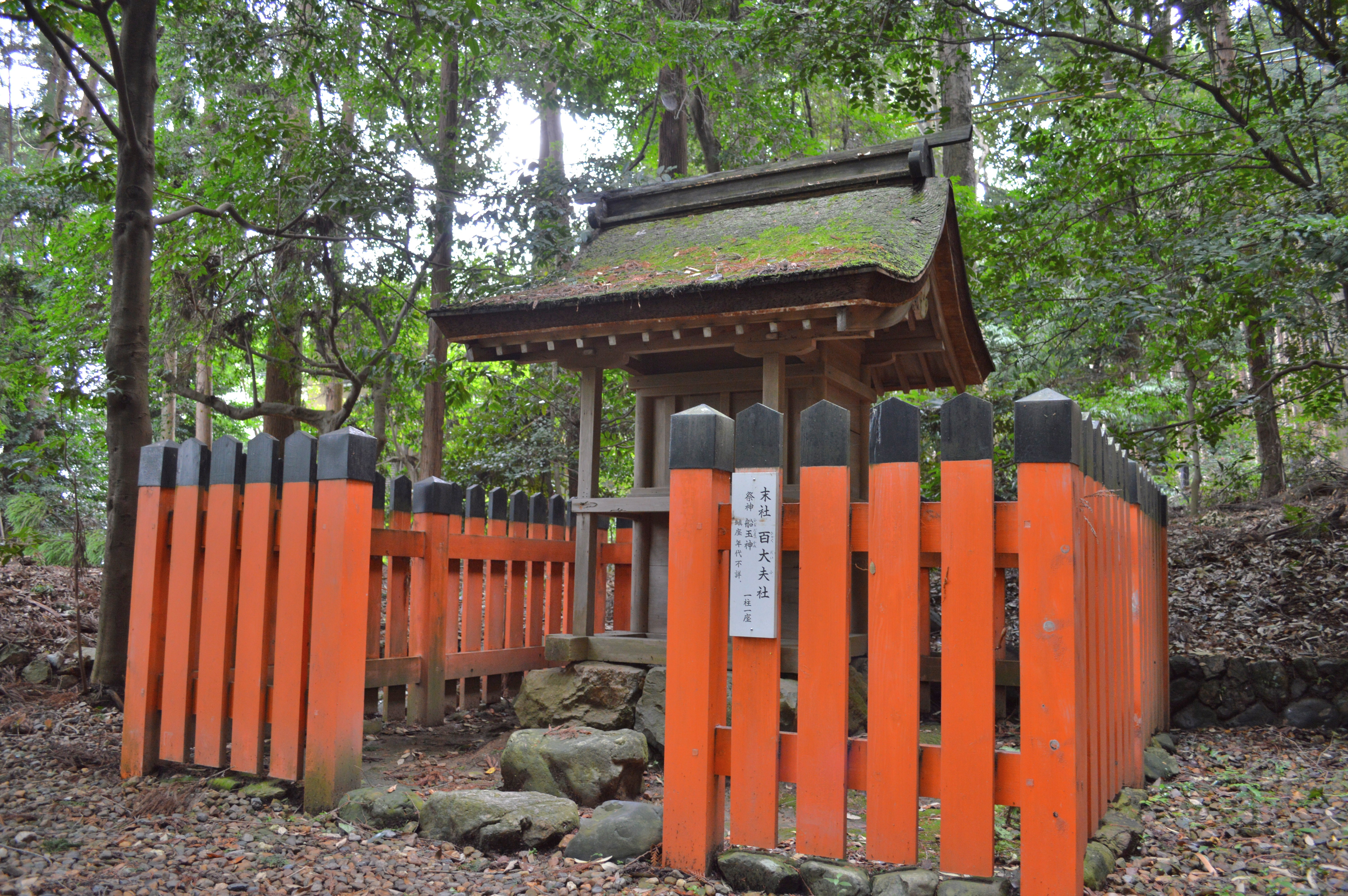
百大夫社
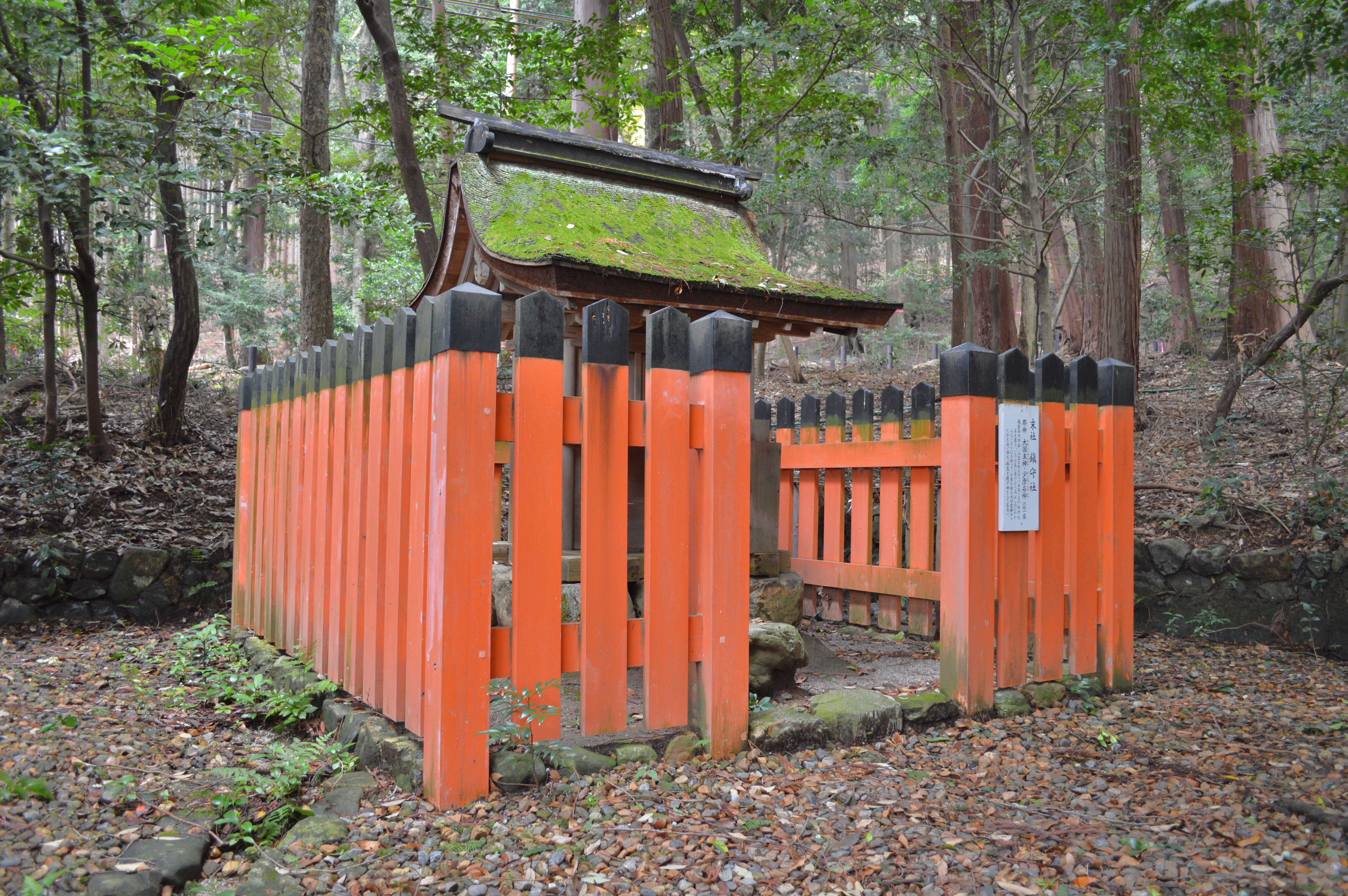
鎮守社

## 祭事
- 御内儀祈願祭（ごないぎきがんさい）（1月10日、5月10日、9月10日）
- 春祭[5]（4月10日）
  - 境内に終日氏子が生け花を奉納するとともに、祈祷を行う。その祈祷時には、京都市登録無形民俗文化財の「里神楽」（チャンポン神楽）が奉納される。大田神社が寿命長久の社であることから、高齢者によって囃し舞われ、動きが少ないことが特徴とされる。「チャンポン神楽」の名は、その音色から生まれたものになる。
- 秋祭[5]（11月10日）
  - 日中は祈祷・神楽が受け付けられ、夕刻より火焚祭が催される。終日境内では菊花展が開かれる。

## 大田ノ沢のカキツバタ群落

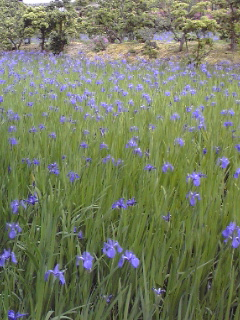
大田ノ沢のカキツバタ群落（国の天然記念物）

参道の脇の「大田ノ沢」では、約2000平方メートルの敷地にカキツバタ約25,000株が自生しており、「大田ノ沢のカキツバタ群落」と呼ばれる。この大田ノ沢は平安時代からの名所とされ、尾形光琳の『燕子花（かきつばた）図』のモチーフになったとの言い伝えもある。毎年5月上旬から中旬にかけての開花時に、沢一面に濃淡さまざまな紫色の花をつけ、多くの観光客の目を楽しませる。
大田ノ沢は古代に深泥池と同様に沼地であったといわれ、かつて京都盆地が湖であった頃の面影を残すものであるとして、カキツバタ群落とともに、昭和14年（1939年）に国の天然記念物に指定された。
文治6年（1190年）には、『千載和歌集』の編者で著名な藤原俊成が、紫一色に染まる様子を一図な恋心に例えて次の歌を詠んでいる。

## 満池・干池伝説
雨乞いのとき、大田の池(大田の沢の別名)の水を入れ替えれば雨が降り、長雨のとき、神供寺の池(かつて上賀茂神社の神宮寺にあった池)の水を入れ替えれば雨が止むと伝えられていた。干珠・満珠になぞらえられ、大田の池は満池、神供寺の池は干池とよばれた。
かつて、池には八大竜王が祀られ、八池のうちの一つに数えられていた。

## 大田の小径
境内後方には、「大田の小径」と呼ばれる全長約750mの散策路が延びる。この散策路は、平成17年（2005年）に、地域住民で構成する「上賀茂自治連合会」「上賀茂まちづくり委員会」らによって整備されたものである。
神社背後の小山に、未舗装ながら整備された山道が続いている。散策路の両脇にはロープが張られているほか、途中の数か所に標識が設けられ、迷うことなく散策できる。北大路魯山人が愛したという山つつじが出迎える山道を進むと、展望箇所が設けられており、好天時には京都タワーや伏見桃山城を遠望できる。杉林を抜けて散策路を進むことで、岡本口（東側登り口、上賀茂岡本町地内）に至る。
「大田の小径」の案内板は、大田神社側は上賀茂神社宮司、岡本口側は京都市北区長による揮毫である。

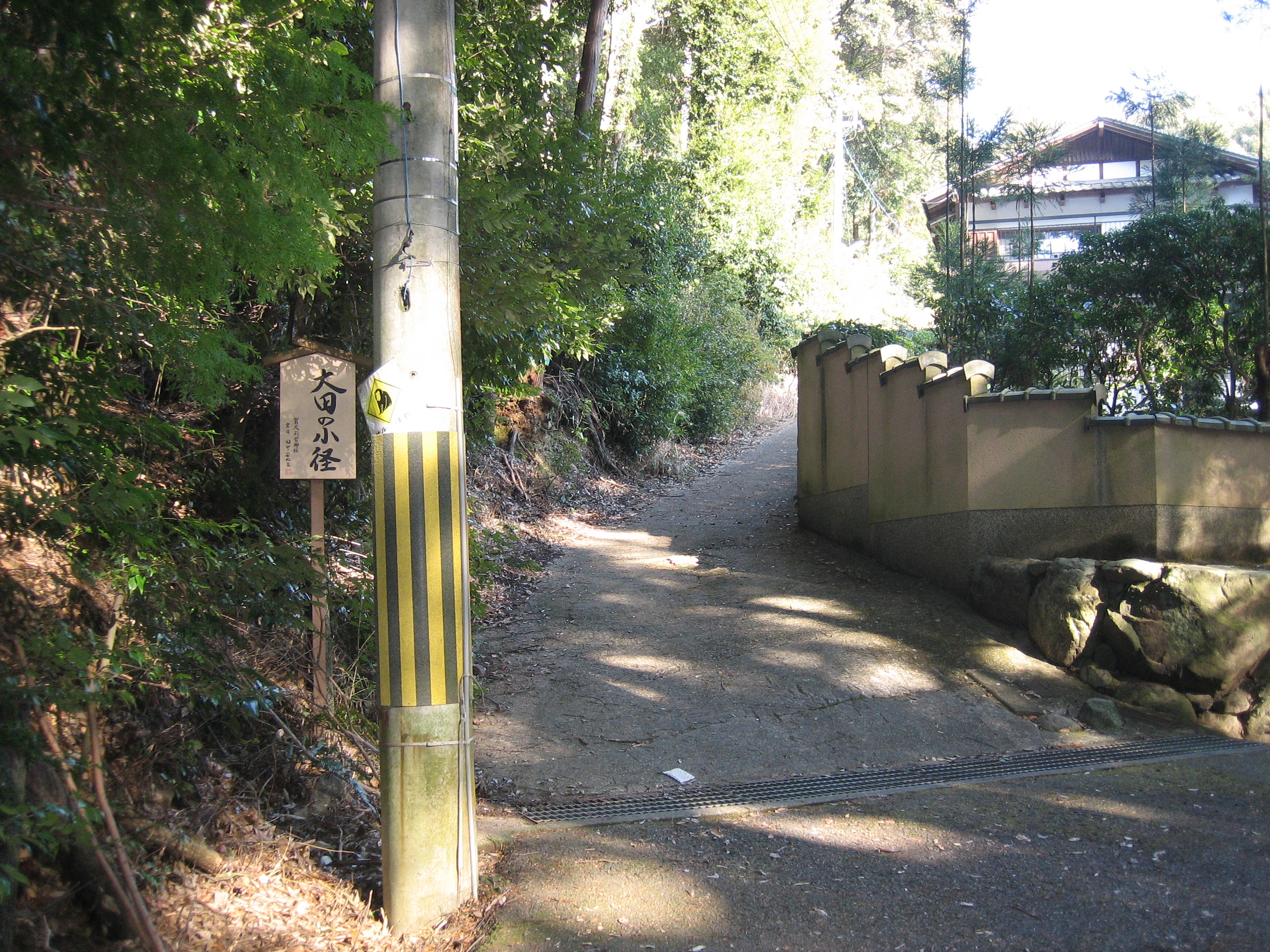
大田神社側の登り口
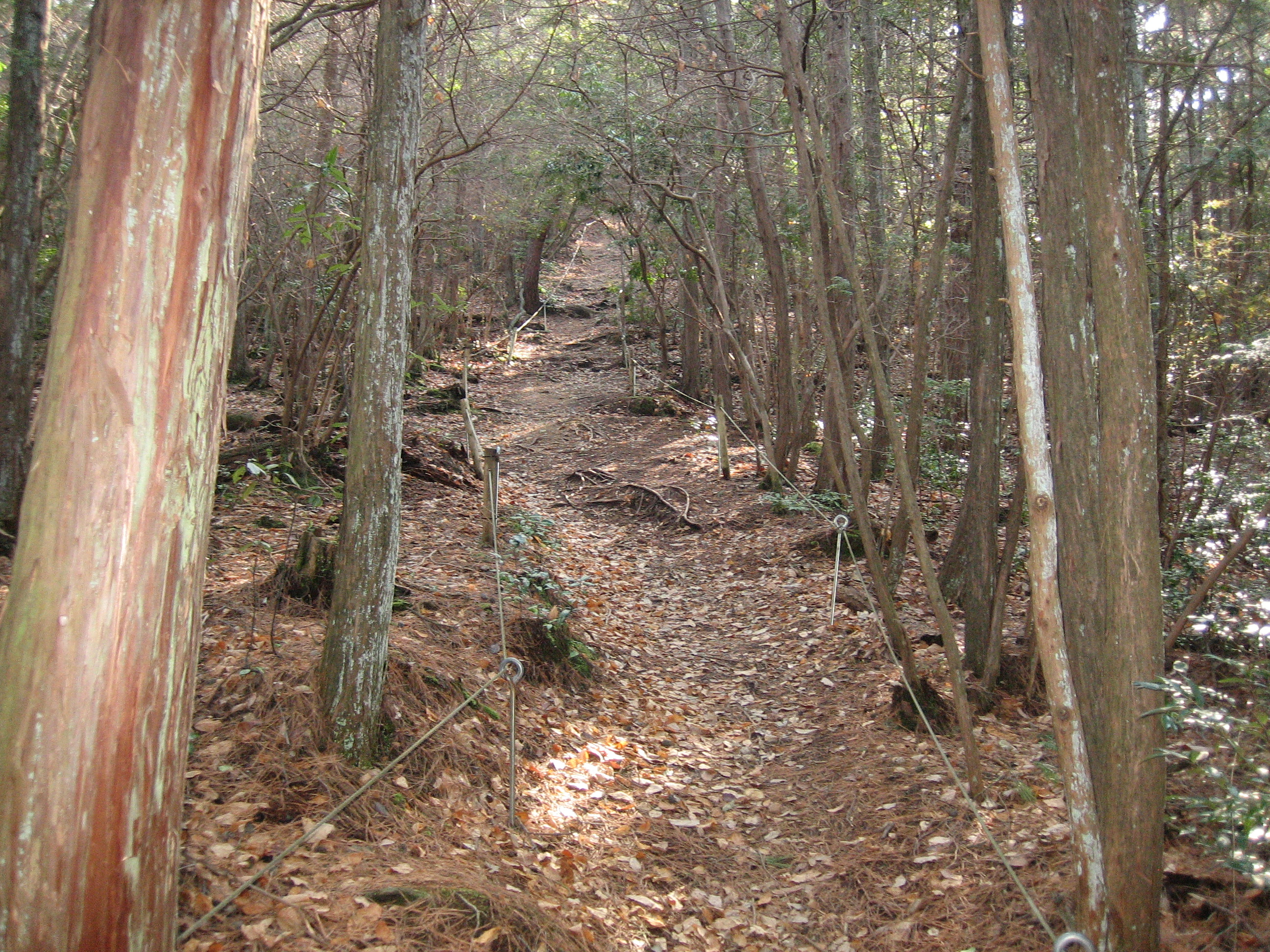
大田の小径の山道
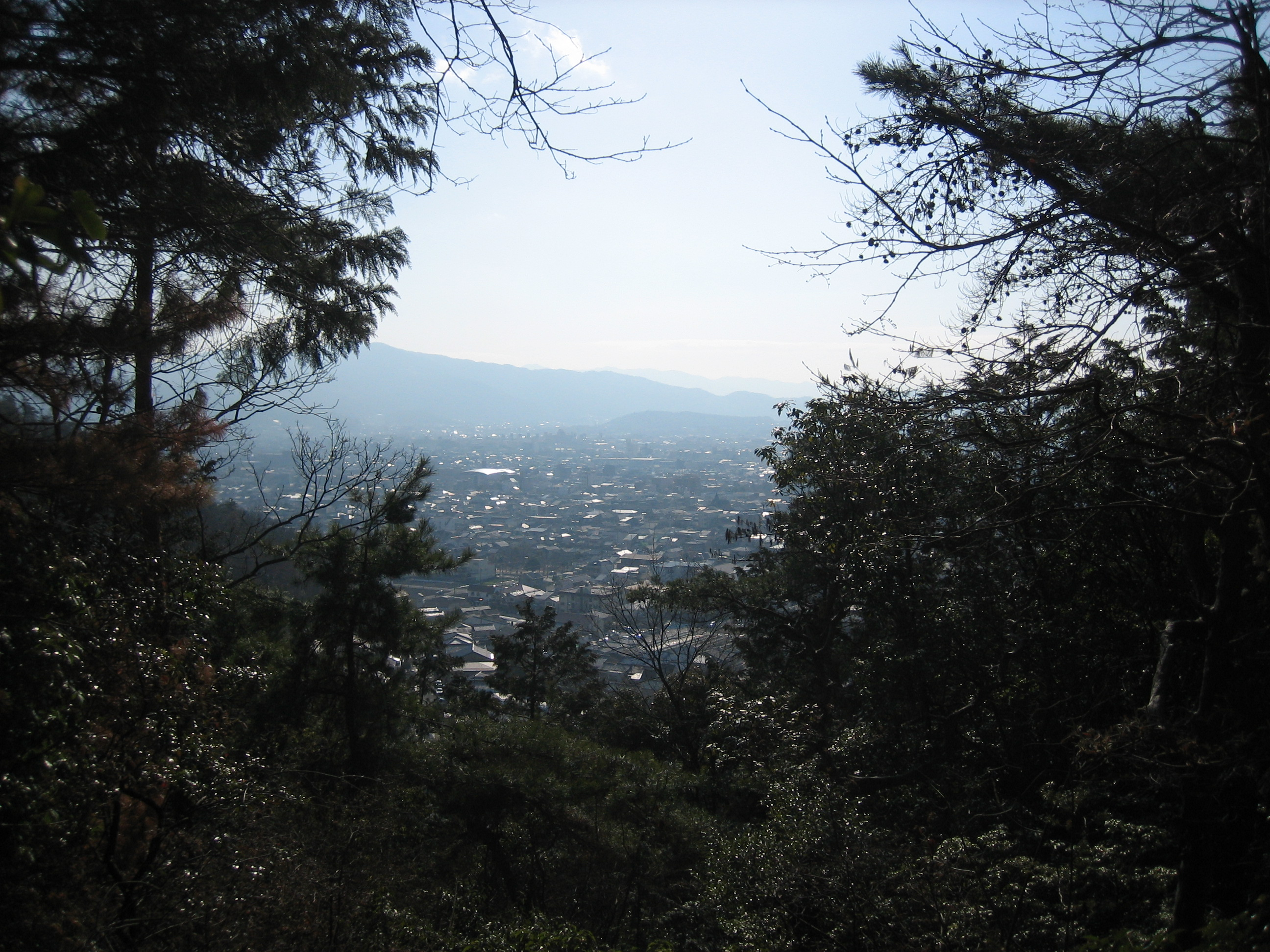
展望箇所からの景色
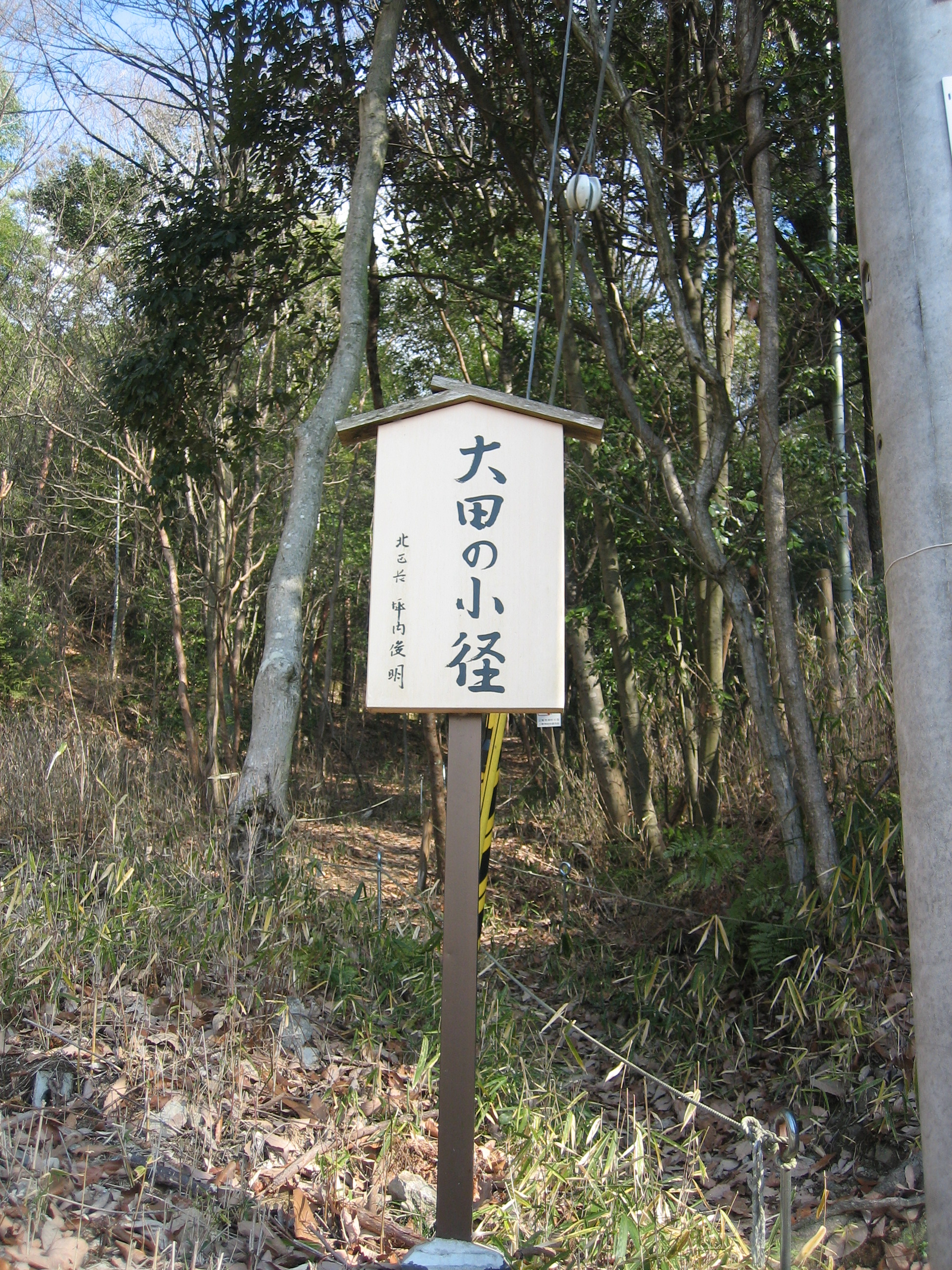
岡本口側の登り口

## 文化財

### 国の天然記念物
- 大田ノ沢のカキツバタ群落 - 昭和14年9月7日指定[13]。

### 京都市登録無形民俗文化財
- 大田神社の巫女神楽 - 昭和62年5月1日登録[14]。